# Olympische Sommerspiele 1912/Leichtathletik – Speerwurf (Männer)
Der Speerwurf der Männer bei den Olympischen Spielen 1912 in Stockholm wurde am 14. Juli 1912 im Stockholmer Olympiastadion ausgetragen. 25 Athleten nahmen daran teil.
Olympiasieger wurde der Schwede Eric Lemming vor dem Finnen Juho Saaristo und dem Ungar Mór Kóczán.
Die deutschsprachigen Teilnehmer platzierten sich am Ende der Rangliste. Von den drei Deutschen wurde Josef Waitzer als bester Neunzehnter, Karl von Halt 22. und Paul Willführ 23. Dem Österreicher Gustav Krojer gelang keine gültige Weite und er blieb ohne Platzierung. Schweizer Athleten nahmen nicht teil.

## Rekorde
Leichtathletik-Weltrekorde waren zum Zeitpunkt der Spiele von Stockholm noch inoffiziell.

### Bestehende Rekorde
| Weltrekord         | 61,45 m | Juho Saaristo ( Finnland) | Helsinki, Finnland     | 25. Mai 1912  |
| Olympischer Rekord | 54,83 m | Eric Lemming ( Schweden)  | London, Großbritannien | 17. Juli 1908 |

### Rekordverbesserungen
Der bestehende olympische Rekord wurde in der Konkurrenz am 6. Juli dreimal verbessert:
- 55,37 m – Juho Saaristo (Großfürstentum Finnland), Qualifikation, zweiter Durchgang
- 57,42 m – Eric Lemming (Schweden), Qualifikation, dritter Durchgang
- 60,64 m – Eric Lemming (Schweden), Finale, erster Durchgang

## Durchführung des Wettbewerbs
Zunächst traten alle 25 Athleten in einer Qualifikation mit vier Gruppen an. Dort hatte jeder Werfer drei Versuche. Die besten drei Athleten absolvierten anschließend weitere drei Versuche, wobei die Ergebnisse aus der Qualifikation mit in die Wertung kamen.

## Legende
X: ungültig

Die jeweils besten Weiten der einzelnen Teilnehmer sind fett gedruckt.

## Qualifikation
Datum: 6. Juli 1912

### Gruppe A

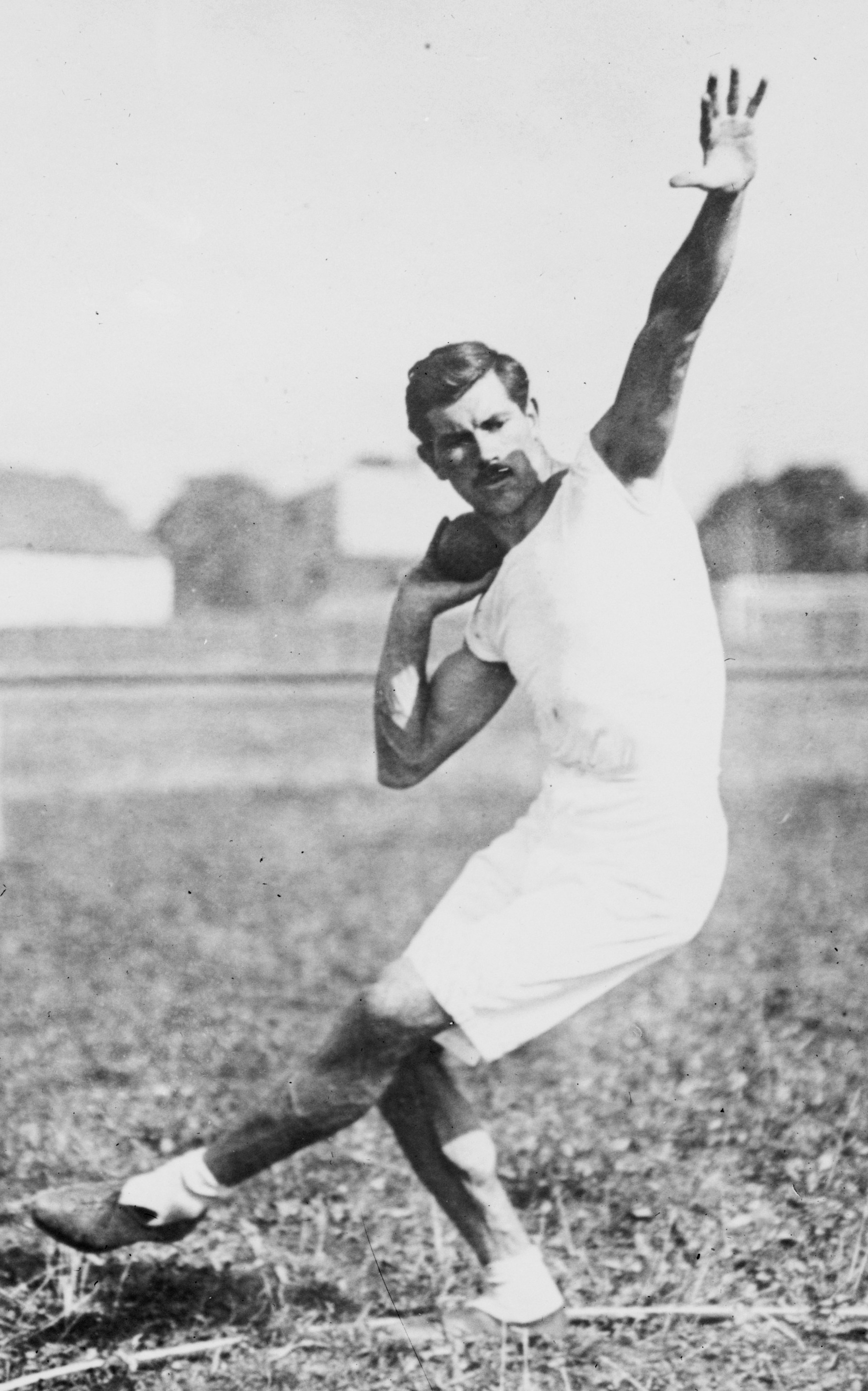
Josef Waitzer (hier als Kugelstoßer) – im Vorkampf ausgeschieden mit 43,71 m, Gesamtrang neunzehn

| Platz | Name          | Nation          | Resultat   | 1. Versuch (m) | 2. Versuch (m) | 3. Versuch (m) |
| ----- | ------------- | --------------- | ---------- | -------------- | -------------- | -------------- |
| 1     | Eric Lemming  | Schweden        | 57,42 m OR | 53,02          | 54,78000       | 57,42 OR       |
| 2     | Juho Saaristo | Finnland        | 55,37 m    | 54,75          | 55,37 OR       | x000           |
| 3     | Juho Halme    | Finnland        | 54,65 m    | 53,81          | 54,65000       | x000           |
| 4     | Urho Peltonen | Finnland        | 49,20 m    | 49,20          | x000           | x000           |
| 5     | Otto Nilsson  | Schweden        | 49,18 m    | 47,59          | 48,01000       | 49,18000       |
| 6     | Karl Sonne    | Schweden        | 47,85 m    | x              | 47,85000       | x000           |
| 7     | Svante Olsson | Schweden        | 46,94 m    | 46,94          | x000           | x000           |
| 8     | Arvid Ohrling | Schweden        | 45,32 m    | 45,00          | 45,32000       | x000           |
| 9     | Josef Waitzer | Deutsches Reich | 43,71 m    | 41,99          | 43,20000       | 43,71000       |

### Gruppe B

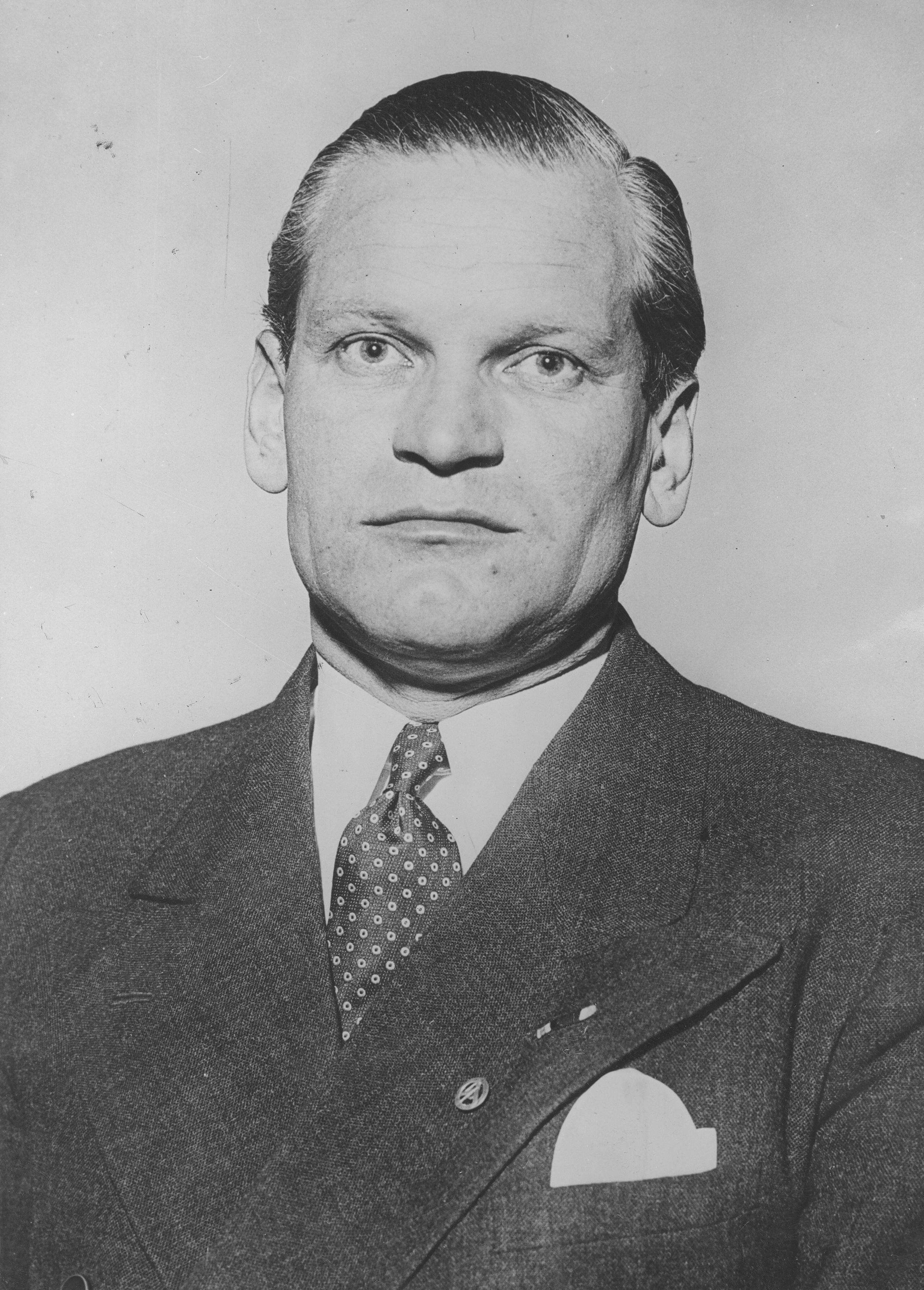
Karl Ritter von Halt (hier nach seiner aktiven Zeit) – im Vorkampf ausgeschieden mit 41,99 m, Gesamtrang 22

| Platz | Name                | Nation          | Resultat | 1. Versuch (m) | 2. Versuch (m) | 3. Versuch (m) |
| ----- | ------------------- | --------------- | -------- | -------------- | -------------- | -------------- |
| 1     | Jonni Myyrä         | Finnland        | 51,33 m  | 48,77          | 51,33          | x              |
| 2     | Nikolai Neklapajew  | Russland        | 44,98 m  | x              | 44,78          | 44,98          |
| 3     | Emil Kukko          | Finnland        | 44,66 m  | 44,50          | x              | 44,66          |
| 4     | Nikolajs Švedrēvics | Russland        | 43,21 m  | x              | 43,21          | x              |
| 5     | Karl von Halt       | Deutsches Reich | 41,99 m  | x              | 41,99          | x              |
| 6     | Paul Willführ       | Deutsches Reich | 41,05 m  | 41,05          | x              | x              |

### Gruppe C
| Platz | Name            | Nation     | Resultat | 1. Versuch (m) | 2. Versuch (m) | 3. Versuch (m) |
| ----- | --------------- | ---------- | -------- | -------------- | -------------- | -------------- |
| 1     | Mór Kóczán      | Ungarn     | 54,99 m  | 54,06          | x              | 54,99          |
| 2     | Richard Åbrink  | Schweden   | 52,20 m  | 46,56          | 48,25          | 52,20          |
| 3     | Arne Halse      | Norwegen   | 51,98 m  | 51,98          | x              | x              |
| 4     | Anders Krigsman | Schweden   | 46,71 m  | 45,14          | 45,48          | 46,71          |
| 5     | Algot Larsson   | Schweden   | 43,18 m  | 43,18          | x              | x              |
| NM    | Gustav Krojer   | Österreich | ogV      | x              | x              | x              |

### Gruppe D
| Platz | Name             | Nation   | Resultat | 1. Versuch (m) | 2. Versuch (m) | 3. Versuch (m) |
| ----- | ---------------- | -------- | -------- | -------------- | -------------- | -------------- |
| 1     | Väinö Siikaniemi | Finnland | 52,43 m  | 52,19          | x              | 52,43          |
| 2     | Daniel Johansen  | Norwegen | 47,61 m  | 46,18          | 46,87          | 47,61          |
| 3     | Janne Dahl       | Schweden | 45,67 m  | x              | 44,09          | 45,67          |
| NM    | Eskil Falk       | Schweden | ogV      | x              | x              | x              |

## Finale
Datum: 6. Juli 1912
| Platz | Name          | Nation   | Resultat   | Bester Versuch aus dem Vorkampf (m) | 1. Versuch (m) | 2. Versuch (m) | 3. Versuch (m) |
| ----- | ------------- | -------- | ---------- | ----------------------------------- | -------------- | -------------- | -------------- |
| 1     | Eric Lemming  | Schweden | 60,64 m OR | 57,42 OR                            | 60,64 m OR     | x              | 59,00          |
| 2     | Juho Saaristo | Finnland | 58,66 m    | 55,37 OR                            | 56,21000       | x              | 58,66          |
| 3     | Mór Kóczán    | Ungarn   | 55,50 m    | 54,99000                            | x000           | x              | 55,50          |

## Endresultat
| Platz | Name             | Land     | Weite      |
| ----- | ---------------- | -------- | ---------- |
| 1     | Eric Lemming     | Schweden | 60,64 m OR |
| 2     | Juho Saaristo    | Finnland | 58,66 m    |
| 3     | Mór Kóczán       | Ungarn   | 55,50 m    |
| 4     | Juho Halme       | Finnland | 54,65 m    |
| 5     | Väinö Siikaniemi | Finnland | 52,43 m    |
| 6     | Richard Åbrink   | Schweden | 52,20 m    |
| 7     | Arne Halse       | Norwegen | 51,98 m    |
| 8     | Jonni Myyrä      | Finnland | 51,33 m    |
| 9     | Urho Peltonen    | Finnland | 49,20 m    |
| 10    | Otto Nilsson     | Schweden | 49,18 m    |
| 11    | Karl Sonne       | Schweden | 47,85 m    |
| 12    | Daniel Johansen  | Norwegen | 47,61 m    |

| Platz | Name                | Land            | Weite   |
| ----- | ------------------- | --------------- | ------- |
| 13    | Svante Olsson       | Schweden        | 46,94 m |
| 14    | Anders Krigsman     | Schweden        | 46,71 m |
| 15    | Janne Dahl          | Schweden        | 45,67 m |
| 16    | Arvid Ohrling       | Schweden        | 45,32 m |
| 17    | Nikolai Neklapajew  | Russland        | 44,98 m |
| 18    | Emil Kukko          | Finnland        | 44,66 m |
| 19    | Josef Waitzer       | Deutsches Reich | 43,71 m |
| 20    | Nikolajs Švedrēvics | Russland        | 43,21 m |
| 21    | Algot Larsson       | Schweden        | 43,18 m |
| 22    | Karl von Halt       | Deutsches Reich | 41,99 m |
| 23    | Paul Willführ       | Deutsches Reich | 41,05 m |
| NM    | Eskil Falk          | Schweden        | ogV     |
| NM    | Gustav Krojer       | Österreich      | ogV     |

Im Speerwurf kam es zu einem Zweikampf zwischen dem finnischen Weltrekordler Juho Saaristo, der im Juni 1912 die Weltrekordweite von 61,45 m erzielt hatte, und dem schwedischen Olympiasieger von 1908, Eric Lemming, dessen Jahresbestleistung vor diesen Olympischen Spielen auf 57,45 m stand. In der ersten Rundes ging Saaristo in Führung vor dem Ungarn Mór Kóczán und dem Finnen Juho Halme, Lemming lag auf Platz vier. Im zweiten Durchgang schob sich Lemming auf Platz zwei vor, Halme verdrängte den Ungarn auf Platz vier. Saaristo baute seine Führung mit einem neuen olympischen Rekord aus. Mit seinem dritten Versuch übernahm dann Lemming die Führung. Kóczán verbesserte sich ebenfalls und verdrängte Halme auf Rang vier.
Im Finale startete Lemming gleich mit einem weiteren Olympiarekord. Zwar konnte auch Saaristo sich im vierten und sechsten Durchgang noch um mehr als drei Meter verbessern, es reichte aber nicht für den Sieg. Auch Kóczán legte noch einmal um einen halben Meter zu, blieb aber auf dem Bronzerang.
14 Starter aus den Top 15 – einzige Ausnahme der Ungar Kóczán – stammten aus Skandinavien: sieben aus Schweden, fünf aus Finnland und zwei aus Norwegen.
Im zweiten olympischen Speerwurfwettbewerb konnte Eric Lemming seinen Olympiasieg von 1908 wiederholen.
Drei Tage später verbesserte Saaristo im beidarmigen Speerwurf den Olympiarekord auf die Weite von 61,00 m.

## Bildergalerie

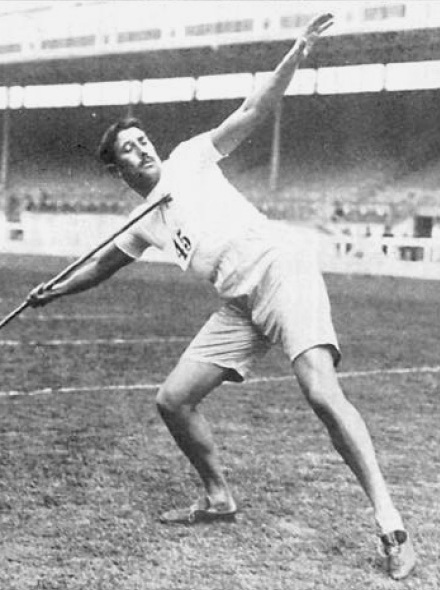
Olympiasieger Eric Lemming
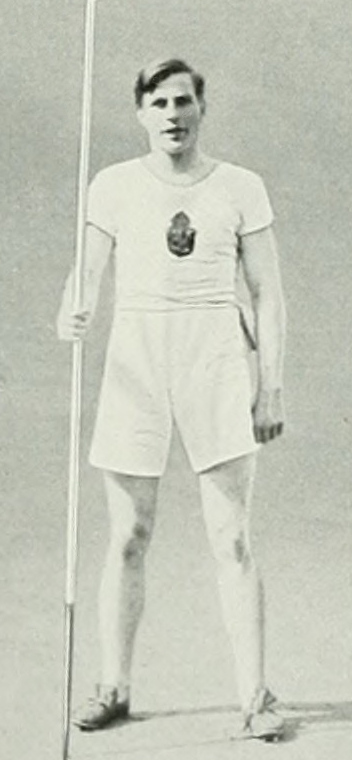
Juho Saaristo gewann Silber
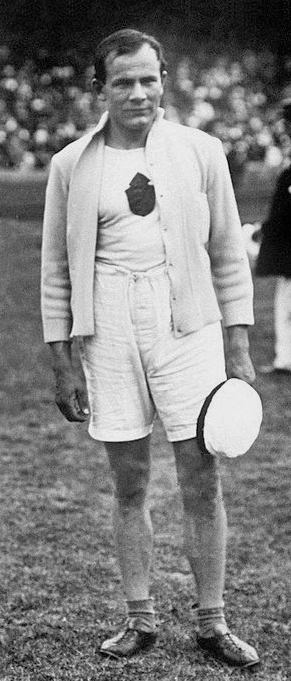
Väinö Siikaniemi belegte Rang fünf

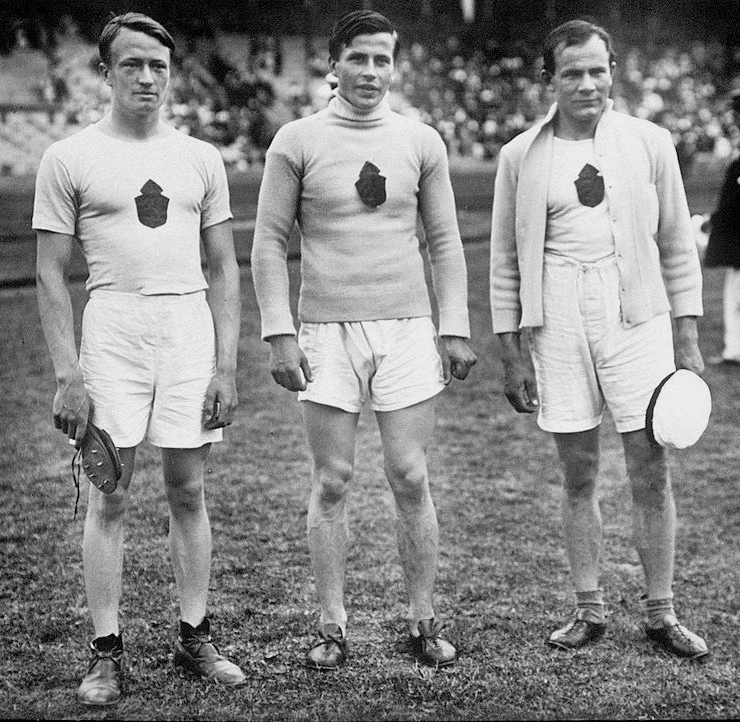
Gruppenbild der finnischen Starter (v. l. n. r.): Urho Peltonen (9.), Juho Saaristo (2.), Väinö Siikaniemi  (5.)
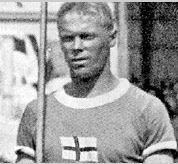
Ein weiterer Finne auf Platz acht: Jonni Myyrä

## Videolinks
- Eric Lemming Wins First Olympic Javelin Gold - Stockholm 1912 Olympics auf YouTube, abgerufen am 18. Februar 2019.
- 1912 Stockholm Olympics - Gymnastics, Athletics, Fencing & 5000 metres, youtube.com, Bereich: 3:53 min bis 4:46 min, abgerufen am 22. Mai 2021